# Каренна Ґор
Каренна Ейчесон Ґор (англ. Karenna Aitcheson Gore; (6 серпня 1973 , Нашвілл ) — американська письменниця, юристка та кліматична активістка, старша донька колишнього віце-президента США Ела Ґора та його дружини Тіппер Ґор, а також сестра Крістін Ґор, Сари Ґор Майані та Альберта Ґора III. Ґор — засновниця та виконавчий директор Центру етики Землі при Нью-Йоркській об'єднаній теологічній семінарії.

## Раннє життя
Каренна Ґор народилася 1973 року в Нешвіллі, штат Теннессі, і виросла там, а також у Вашингтоні, округ Колумбія
Її мати, Тіппер Ґор, прослухавши якось разом з донькою альбом Прінса Purple Rain, що мав відверті тексти, разом з Каренною створити громадську організацію «Parents Music Resource Center», яка запропонувала маркувати подібні альбоми попереджувальними стікерами для батьків «Parental Advisory: Explicit Lyrics» — про наявність у текстах пісень нецензурної чи відвертої лексики, демонстрації надмірного насильства або інформації про вживання наркотиків.
Каренна Ґор здобула освітній ступінь бакалавра (з відзнакою) з історії та літератури в 1995 році в Гарвардському університеті, ступінь доктора філософії в юридичній школі Колумбійського університету в 2000 році і ступінь магістра з соціальної етики в Нью-Йоркській об'єднаній теологічній семінарії в 2013 році. Під час навчання в коледжі Каренна стажувалася як журналістка для WREG-TV та The Times-Picayune. Пізніше вона писала статті для El Pais в Іспанії та Slate в Сіетлі.

### Президентська кампанія 2000 року і книга
Каренна Ґор обиралася головою молодіжної ради під час президентської кампанії її батька 2000 року. Разом із колишнім однокурсником свого батька в Гарвардському університеті Томмі Лі Джонсом вона офіційно запропонувала кандидатуру свого батька у Президенти США під час Конгресу Демократичної партії 2000 року в Лос-Анджелесі.
У 2006 році вона опублікувала книгу «Освітлюючи шлях: дев'ять жінок, які сформували сучасну Америку» про історії дев'ятьох американських жінок минулого та сучасності. Стверджуючи, що книга була написана як реакція на результати кампанії 2000 року, Ґор уточнила: «Я хотіла перетворити всі ці розчарування та смуток на щось позитивне».

## Професійна кар'єра
Після закінчення юридичної школи Ґор недовгий час працювала юристом в юридичній фірмі Simpson Thacher & Bartlett у Нью-Йорку. Вона залишила цю роботу, щоб працювати в некомерційному секторі на посаді директора із громадських питань Асоціації на благо дітей (ABC), а також волонтеркою в юридичному центрі Sanctuary for Families.
Після закінчення Нью-Йоркської об'єднаної теологічної семінарії в 2013 році Каренну Ґор запросили очолити «Union Forum» — платформу для пропаганди ідей богословських наук у громадському дискурсі та впливу на соціальні зміни. У 2014 році вона організувала конференцію «Релігії для Землі», яка відбулася разом з кліматичним самітом Організації Об'єднаних Націй у 2014 році. «Релігії для Землі» об'єднали понад 200 релігійних і духовних лідерів, щоб переосмислити наслідки кліматичної кризи «як невідкладний моральний імператив».
Окрилена успіхом цієї конференції, Каренна Ґор наступного року заснувала Центр етики Землі (CEE) при Нью-Йоркській об'єднаній теологічній семінарії. Центр «поєднує можливості релігії, освіти, політики та культури для аналізу та здійснення необхідних змін, які могли б зупинити руйнування навколишнього середовища та створити суспільство, яке цінує життя». Її обрали виконавчим директором Центру етики Землі і за посадою — членом факультету Інституту Землі при Колумбійському університеті.
Каренна Ґор входить до правління Асоціації на благо дітей, Pando Populus, Культурного центру «Sweetwater» та Riverkeeper. Також є експертом Мережі знань ООН «Гармонія з природою».

### Активізм
Каренна Ґор брала активну участь у кліматичній діяльності, як через надсилання листів, так і безпосередніми діями, включаючи протидію будівництву нових трубопроводів та іншої інфраструктури для підтримки промисловості викопного палива. У 2016 році Ґор була учасницею успішної кампанії проти будівництва трубопроводу Constitution територією штату Нью-Йорк, опублікувавши в New York Times коментар з цього питання.
У червні 2016 року Ґор була серед 23 протестувальників, які були заарештовані за демонстрацію на місці будівництва трубопроводу в Бостоні, який транспортуватиме фракціонований газ для компанії «Spectra» з Г'юстона. Згодом вона опублікувала статтю «Чому мене заарештували у Вест-Роксбері» на шпальтах Бостон глоуб.
У 2021 році, на 49-ту річницю Закону про чисту воду, Ґор опублікувала гостьове есе в журналі «Virginia Mercury» з критикою будівництва трубопроводу Mountain Valley Pipeline.

## Особисте життя
12 липня 1997 року Каренна Ґор вийшла заміж за Ендрю Ньюмана Шиффа, лікаря первинної ланки у Вашингтоні, округ Колумбія, і праправнука Джейкоба Шиффа, у Вашингтонському національному соборі. Ендрю Шифф зараз працює менеджером фонду біотехнологій.
У них троє спільних дітей: Вайатт Ґор Шифф (народився 4 липня 1999 року в Нью-Йорку), Анна Гангер Шифф (народилася 23 серпня 2001 року в Нью-Йорку), та Оскар Ейтчесон Шифф (нар. у 2006 році). Пара розійшлася в 2010 році, а пізніше вони офіційно розлучилися.